# Новониколаевка (Асиновский район)
Новоникола́евка — село в Асиновском районе Томской области. Является административным центром Новониколаевского сельского поселения.

## География
В нескольких километрах к востоку протекает река Чулым. Через Новониколаевку проходит автодорога, соединяющая село, с одной стороны, с городом Асино, с другой — с селом Батурино.

## История
Основано в 1887 г. В 1926 году село Ново-Николаевское состояло из 178 хозяйства, основное население — русские. В административном отношении являлось центром Ново-Николаевского сельсовета Ново-Кусковского района Томского округа Сибирского края.

## Население
| 1926 | 1939 | 1959  | 1970  | 1979  | 1989  | 2002  |
| ---- | ---- | ----- | ----- | ----- | ----- | ----- |
| 798  | ↗990 | ↗1259 | ↗1399 | ↗1439 | ↘1315 | ↘1077 |
| 2010 | 2012 | 2013  | 2014  | 2015  | 2019  | 2021  |
| ↘925 | ↘895 | ↘874  | ↘844  | ↘833  | ↘766  | ↗769  |

## Социальная сфера и экономика
С 25 мая 2012 года в селе работает фельдшерско-акушерский пункт. Работает средняя общеобразовательная школа. Действует православный храм.
Основу экономической жизни села составляет сельское хозяйство.